# Модика

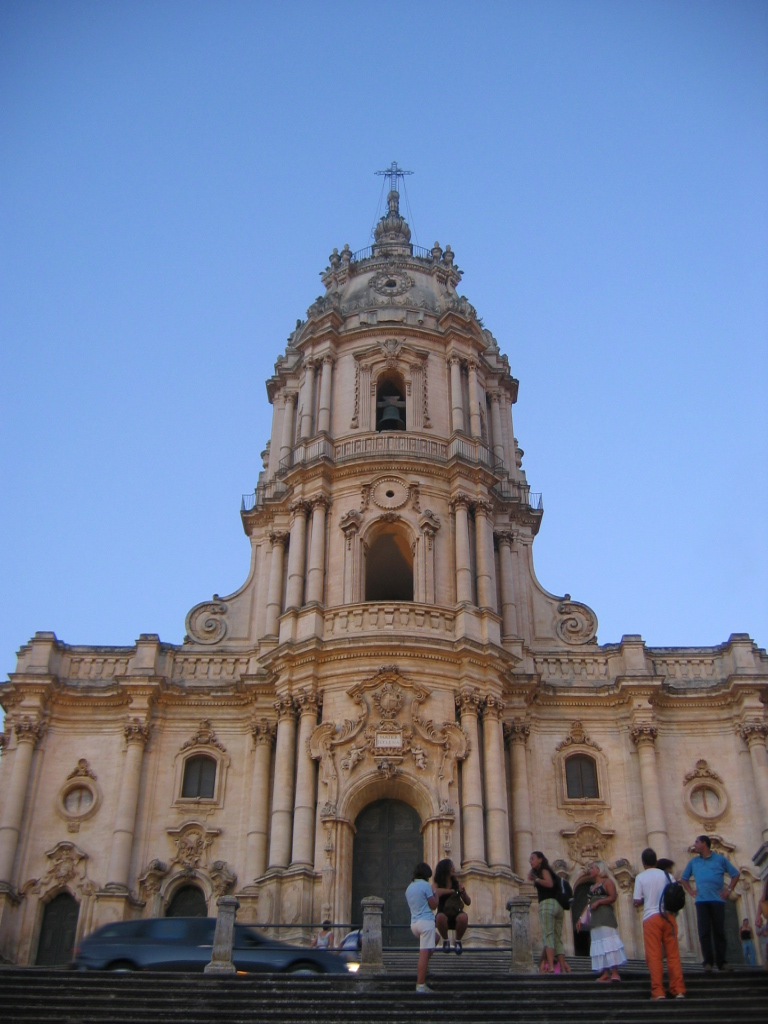
Кафедральный собор святого Георгия

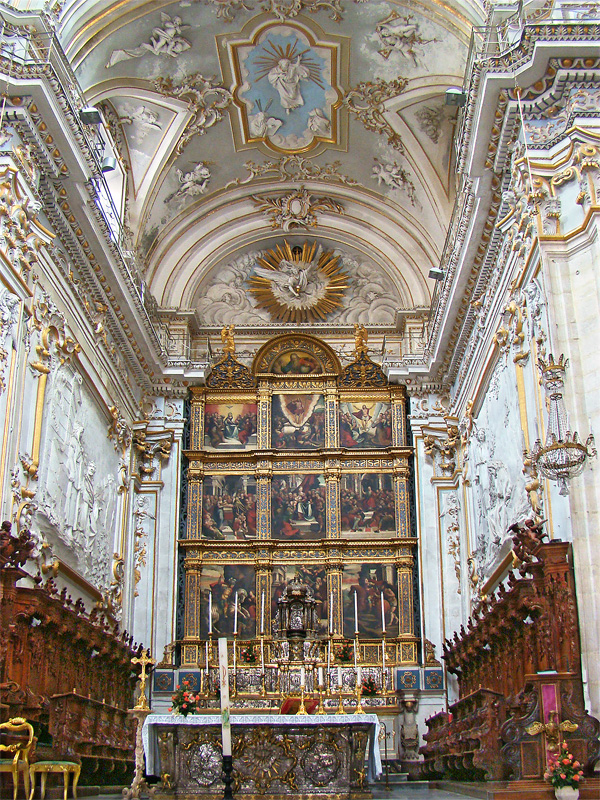
Кафедральный собор святого Георгия

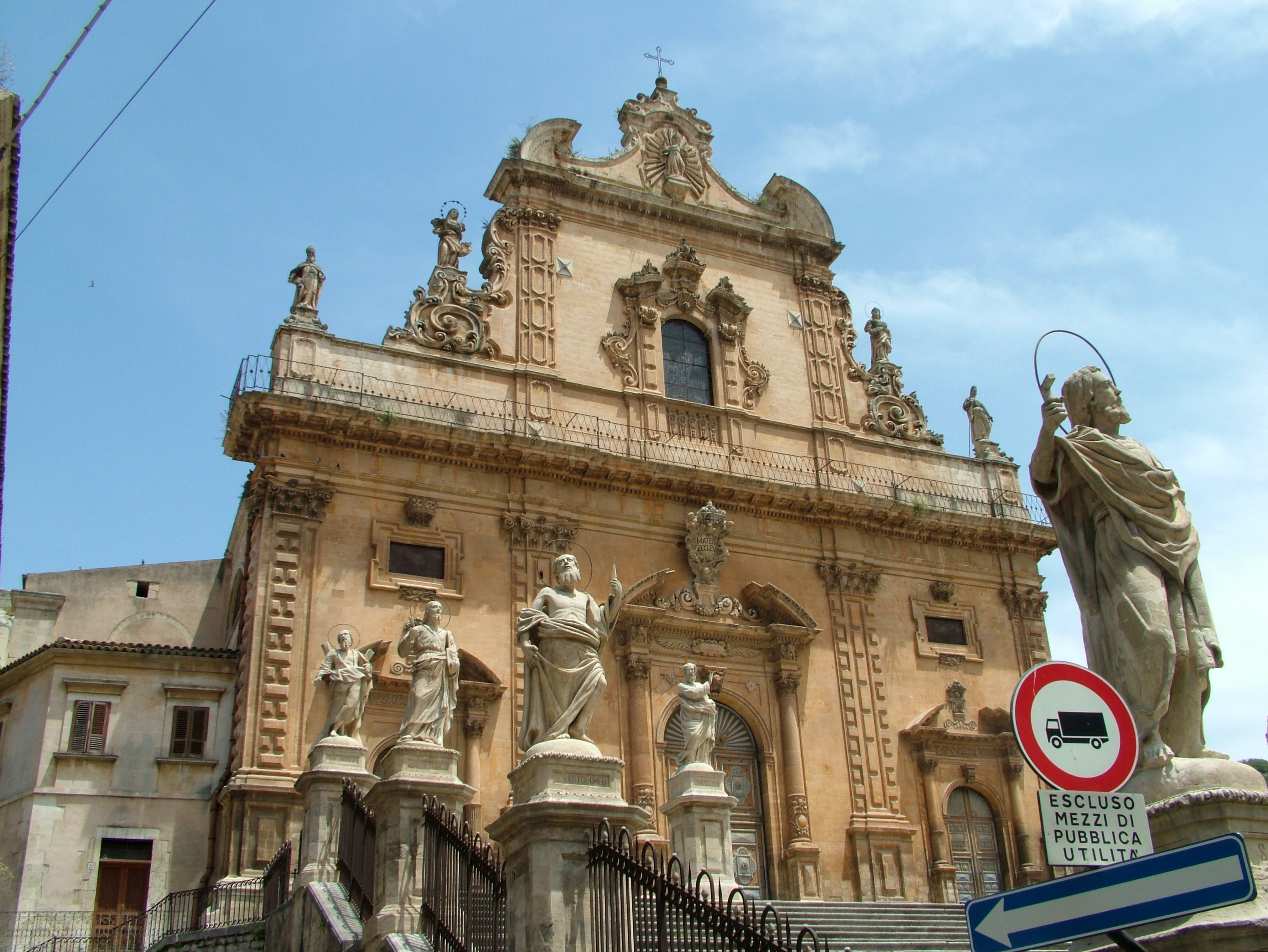
Собор святого Петра

Модика (итал. Modica; сиц. Muòrica) — коммуна в провинции Рагуза, в регионе Сицилия, Италия. Территория — 290,76 км2. Население — 54 112 чел. (2013). В состав коммуны входят 35 фракций. Мэр коммуны — Игнацио Аббате (с 2013 года).
Покровителем коммуны почитается святой великомученик Георгий Победоносец, праздник 23 апреля. 
С 2002 года Модика входит в список объектов всемирного наследия ЮНЕСКО в Италии.

## Административное деление
В состав коммуны входят 35 фракций — Балата-ди-Модика, Каланки, Кальварио-Сан-Филиппо, Кампанелла, Канниццара, Каза-Личчо, Каза-Монтезано, Каза-Нобиле, Каза-Папа, Каза-Серрафьори, Каза-Систо, Казе-Авгулья, Казе-Розолия, Кава-Испика, Фриджинтини, Джанформа, Джизира-Пагана, Марджоне, Марина-ди-Модика, Микелика, Пьяно-Поцци, Пьетре-Нере-Сан-Цанария, Пирато, Понте-Пассо-Гатта, Квартарелла, Сайтта, Сан-Филиппо, Сан-Джакомо-Альбаккара, Сан-Вито, Вилла-Барко, Вилла-Грация, Вилла-Гримальди, Цаппулла, Дзимардо-Инфериоре, Дзимардо-Супериоре